# Rabia Kazan
Rabia Özden Kazan, conhecida simplesmente como Rabia Kazan (Malatya, 25 de junho de 1976) é uma jornalista e periodista turca.

## Biografia
Nascida em 1976, começou a trabalhar em 1996 por dois anos como repórter na emissão Later hosting Istanbul, na Turkish Flash TV. Tempos depois, quando era jornalista na firma Ortadoğu, entrevistou Mehmet Ali Ağca, o terrorista responsável pelo atentado contra o Papa João Paulo II. Fundou o jornal Haber Revizyon do qual é hoje editora.
Em 2007 escreveu o artigo Tahran Melekleri (Os anjos de Teerã) sobre a condição feminina em Teerã, onde se fala da Mut'a (em Arabe ﻣﺘﻌـة) casamento temporário que muitas vezes esconde formas de prostituição legalizada.
Casou-se em 2008 com o advogado e político comunista italiano Giacinto Licursi. Em 2012 tirou o véu, sendo por isso ameaçada de morte. No mesmo ano, foi voluntária da WFUNA (World Federation of United Nations Associations).